# Kuolema (Sibelius)
Kuolema (La morte), JS 113, è una composizione per orchestra di Jean Sibelius destinata ad essere eseguita come musiche di scena dell'opera teatrale omonima di Arvid Järnefelt. Il lavoro era suddiviso in sei movimenti ed in origine strumentato per un'orchestra d'archi, una grancassa e una campana. Sibelius diresse la prima esecuzione allo Svenska Teatern di Helsinki il 2 dicembre 1903.

## Produzione iniziale
Inizialmente Sibelius aveva composto sei numeri per la produzione del 2 dicembre 1903:
1. Tempo di valse lente - Poco risoluto (Atto I)
2. Moderato (Canzone di Paavali: 'Pakkanen puhurin poika', per baritono solo, Atto II)
3. Moderato assai - Moderato (Canzone di Elsa: 'Eilaa, eilaa', per soprano solo) - Poco adagio (Atto II)
4. Andante (Le gru, Atto II)
5. Moderato (Atto III)
6. Andante ma non tanto (Atto III)

## Modifiche
Sibelius ricavò singoli lavori dalla partitura e li revisionò sotto due numeri di opus:
- Op. 44 n. 1 Valse triste, completato nel 1904
- Op. 44 n. 2 Scena con gru, completato nel 1906
- Op. 62a Canzonetta (Rondino der Liebenden) per orchestra d'archi, prima versione nel 1906, versione finale nel 1911
- Op. 62b Valse romantique (Intermezzo valzer), completato nel 1911[2][3]

### Dettaglio delle revisioni

#### 1904
Sibelius revisionò il n. 1 come Valse triste, che fu eseguito a Helsinki il 25 aprile 1904. Fu pubblicato come Op. 44 nel 1905 da Breitkopf & Härtel e prese immediatamente una vita propria. Divenne un successo immediato presso il pubblico e uno dei pezzi distintivi di Sibelius. Tuttavia, a causa del contratto editoriale, Sibelius guadagnò relativamente pochi soldi in termini di royalties dalle esecuzioni di Valse triste.

#### 1906
Sibelius combinò i numeri 3 e 4 e revisionò la musica con il titolo Scen med tranor (Scena con gru). Con questo titolo fu eseguito a Vaasa il 14 dicembre 1906. Sibelius non gli attribuì un numero di opus, non fu eseguito di nuovo nella sua vita e non fu pubblicato fino al 1973, 16 anni dopo la sua morte.
Sibelius scrisse anche un Rondino der Liebenden per orchestra d'archi, adattato dalla musica per Kuolema, che rimase ineseguito fino al 1911.

#### 1911
Järnefelt produsse una versione rivista dell'opera teatrale. Per questa Sibelius scrisse una versione rivista di Rondino der Liebenden, che chiamò Canzonetta e un nuovo pezzo, Valse romantique. Questi furono rappresentati per la prima volta a Helsinki al Teatro Nazionale Finlandese l'8 marzo 1911, insieme a Valse triste. Il dramma non ebbe successo, tuttavia, sperando di ripetere il successo di Valse triste con Canzonetta e Valse romantique, Sibelius li pubblicò immediatamente insieme, come op. 62a e op. 62b rispettivamente. Non riuscirono a catturare l'attenzione del pubblico come aveva fatto Valse triste.

#### 1973
Scena con gru fu pubblicato postumo, come op. 44, n. 2 e Valse triste fu rinumerato retrospettivamente come op. 44, n. 1.
Le registrazioni e le esecuzioni talvolta presentano Valse triste, Scena con gru, Canzonetta e Valse romantique come una suite unificata, in quanto rappresenta la totalità di ciò che è noto della musica incidentale per le due versioni di Kuolema. Questa non era però l'intenzione di Sibelius.